# Spodnji Vrsnik
Spodnji Vrsnik is een plaats in Slovenië en maakt deel uit van de gemeente Idrija in de NUTS-3-regio Goriška. De plaats telde 44 inwoners op 1 januari 2020.